# Schi fond la Jocurile Olimpice de iarnă din 2018 - sprint liber echipe (feminin)
Proba de schi fond, sprint liber echipe feminin de la Jocurile Olimpice de iarnă din 2018 de la Pyeongchang, Coreea de Sud a avut loc pe 21 februarie 2018 la Alpensia Cross-Country Skiing Centre.

## Program
Orele sunt orele Coreei de Sud (ora României + 7 ore).
| Dată         | Ora         | Rundă  |
| ------------ | ----------- | ------ |
| 21 februarie | 19:00-20:20 | Finală |

## Rezultate
C — calificată pentru finală
LL — lucky loser

### Semifinale
| Loc | Seria | Număr de concurs | Țară                         | Sportivi                                | Timp     | Note |
| --- | ----- | ---------------- | ---------------------------- | --------------------------------------- | -------- | ---- |
| 1   | 1     | 1                | Norvegia                     | Marit Bjørgen Maiken Caspersen Falla    | 16:33,28 | C    |
| 2   | 1     | 3                | Elveția                      | Nadine Fähndrich Laurien van der Graaff | 16:39,83 | C    |
| 3   | 1     | 5                | Slovenia                     | Alenka Čebašek Anamarija Lampič         | 16:39,92 | LL   |
| 4   | 1     | 2                | Germania                     | Nicole Fessel Sandra Ringwald           | 16:51,67 | LL   |
| 5   | 1     | 6                | Cehia                        | Kateřina Beroušková Petra Nováková      | 16:53,06 |      |
| 6   | 1     | 9                | Australia                    | Jessica Yeaton Barbara Jezeršek         | 17:20,38 |      |
| 7   | 1     | 4                | Austria                      | Lisa Unterweger Teresa Stadlober        | 17:25,98 |      |
| 8   | 1     | 8                | Belarus                      | Yulia Tikhonova Polina Seronosova       | 17:33,63 |      |
| 9   | 1     | 11               | Slovacia                     | Alena Procházková Barbora Klementová    | 17:52,14 |      |
| 10  | 1     | 7                | Kazahstan                    | Anna Shevchenko Valeriya Tyuleneva      | 17:57,04 |      |
| 11  | 1     | 10               | Coreea de Sud                | Lee Chae-won Ju Hye-ri                  | 19:19,17 |      |
| 1   | 2     | 14               | Statele Unite ale Americii   | Kikkan Randall Jessica Diggins          | 16:22,56 | C    |
| 2   | 2     | 12               | Suedia                       | Charlotte Kalla Stina Nilsson           | 16:23,28 | C    |
| 3   | 2     | 15               | Sportivii Olimpici ai Rusiei | Natalia Nepryaeva Yulia Belorukova      | 16:24,63 | LL   |
| 4   | 2     | 13               | Finlanda                     | Mari Laukkanen Krista Pärmäkoski        | 16:31,54 | LL   |
| 5   | 2     | 18               | Polonia                      | Justyna Kowalczyk Sylwia Jaśkowiec      | 16:35,19 | LL   |
| 6   | 2     | 17               | Franța                       | Aurore Jéan Coraline Thomas Hugue       | 16:40,40 | LL   |
| 7   | 2     | 21               | Canada                       | Emily Nishikawa Dahria Beatty           | 17:01,54 |      |
| 8   | 2     | 16               | Italia                       | Elisa Brocard Gaia Vuerich              | 17:13,04 |      |
| 9   | 2     | 20               | China                        | Chi Chunxue Li Xin                      | 17:35,94 |      |
| 10  | 2     | 19               | Ucraina                      | Tetyana Antypenko Maryna Antsybor       | 17:44,04 |      |

### Finala
Finala a început la ora 19:00.
| Loc | Număr de concurs | Țară                         | Sportivi                                | Timp     | Deficit  |
| --- | ---------------- | ---------------------------- | --------------------------------------- | -------- | -------- |
| 1   | 14               | Statele Unite ale Americii   | Kikkan Randall Jessica Diggins          | 15:56,47 | —        |
| 2   | 12               | Suedia                       | Charlotte Kalla Stina Nilsson           | 15:56,66 | +0,19    |
| 3   | 1                | Norvegia                     | Marit Bjørgen Maiken Caspersen Falla    | 15:59,44 | +2,97    |
| 4   | 3                | Elveția                      | Nadine Fähndrich Laurien van der Graaff | 16:17,79 | +21,32   |
| 5   | 13               | Finlanda                     | Mari Laukkanen Krista Pärmäkoski        | 16:19,18 | +22,71   |
| 6   | 5                | Slovenia                     | Alenka Čebašek Anamarija Lampič         | 16:28,24 | +31,77   |
| 7   | 18               | Polonia                      | Justyna Kowalczyk Sylwia Jaśkowiec      | 16:32,48 | +36,01   |
| 8   | 17               | Franța                       | Aurore Jéan Coraline Thomas Hugue       | 16:32,49 | +36,02   |
| 9   | 15               | Sportivii Olimpici ai Rusiei | Natalia Nepryaeva Yulia Belorukova      | 16:41,76 | +45,29   |
| 10  | 2                | Germania                     | Nicole Fessel Sandra Ringwald           | 17:06,57 | +1:10,10 |